# Cristina Casandra
Cristina Casandra (geboren als Cristina Iloc; Zalău, 1 februari 1977) is een Roemeense langeafstandsloopster, die is gespecialiseerd in de 3000 m steeple. Tot 2000 was ze gespecialiseerd in de 5000 m, maar stapte hierna de over naar de 3000 m steeple. Zij nam deel aan twee Olympische Spelen, waarbij haar beste resultaat een vijfde plaats was. In 2016 werd dit  resultaat echter opgewaardeerd naar een vierde plaats  vanwege de diskwalificatie van de Russische medaillewinnares Jekaterina Volkova als gevolg van een geconstateerde dopingovertreding.

## Loopbaan
Op de wereldkampioenschappen van 2007 in Osaka kwalificeerde Casandra zich op de 3000 m steeple voor de finale, waarin ze zesde werd. Op de Olympische Spelen van 2008 in Peking plaatste ze zich eveneens voor de finale, waarin ze met nationaal record van 9.16,85 een vijfde plaats behaalde. In oktober 2016 echter maakte het IOC bekend, dat bij het hertesten van bewaarde urinemonsters was gebleken dat de als derde gefinishte Russische Jekaterina Volkova de dopingregels had overtreden. Als gevolg hiervan werd zij met terugwerkende kracht gediskwalificeerd en werd haar de bronzen medaille ontnomen. Hierdoor werd de vijfde plaats van Casandra alsnog opgewaardeerd naar een vierde.
Vier jaar later bij de Olympische Spelen in Londen sneuvelde Casandra op de 3000 m steeple in de kwalificatieronde met een tijd van 9.58,83.
Cristina Casandra is getrouwd met snelwandelaar Silviu Casandra.

## Titels
- Balkan kampioene 5000 m - 2000
- Balkan kampioene 3000 m steeple - 2002, 2003
- Balkan indoorkampioene 3000 m - 2006
- Roemeens kampioene 3000 m steeple - 2000, 2001, 2002, 2003, 2004, 2005, 2006, 2007, 2009, 2011

## Persoonlijke records
Outdoor
| Onderdeel      | Prestatie | Datum            | Plaats    |
| -------------- | --------- | ---------------- | --------- |
| 1500 m         | 4.20,95   | 8 juni 2002      | Boekarest |
| 2000 m         | 5.56,82   | 3 september 2000 | Nancy     |
| 3000 m         | 9.02,94   | 20 augustus 2001 | Linz      |
| 5000 m         | 15.22,64  | 31 juli 1999     | Göteborg  |
| 10.000 m       | 35.42,69  | 1 juni 2005      | Milaan    |
| 2000 m steeple | 6.16,58   | 1 juni 2005      | Milaan    |
| 3000 m steeple | 9.16,85   | 17 augustus 2008 | Peking    |
| 10 km          | 34.10     | 31 december 2004 | Amadora   |

Indoor
| Onderdeel   | Prestatie | Datum            | Plaats     |
| ----------- | --------- | ---------------- | ---------- |
| 3000 m      | 9.08,58   | 21 februari 2007 | Pireás     |
| 2 Eng. mijl | 9.52,25   | 17 februari 2007 | Birmingham |

## Prestaties
| Jaar | Wedstrijd            | Plaats            | Resultaat    | Onderdeel      | Prestatie |
| 1996 | WK U20               | Sydney            | 3e           | 5000 m         | 15.41,44  |
| 1997 | EK U23               | Göteborg          | 2e           | 5000 m         | 15.46,59  |
| 1999 | Universiade          | Palma de Mallorca | 3e           | 5000 m         | 16.03,18  |
| 1999 | EK U23               | Göteborg          | 2e           | 5000 m         | 15.22,64  |
| 2000 | Universiade          | Vilamoura         | 3e           | veldlopen      | 20.10     |
| 2002 | Europacup            | Annecy            | 2e           | 3000 m steeple | 9.49,51   |
| 2003 | Universiade          | Daegu             | 3e           | 5000 m         | 15.50,44  |
| 2003 | Europacup            | Florence          | 2e           | 3000 m steeple | 9.48,47   |
| 2004 | Europacup B          | Plovdiv           | 1e           | 3000 m steeple | 9.41,33   |
| 2005 | Europacup            | Florence          | 1e           | 3000 m steeple | 9.35,95   |
| 2005 | WK                   | Helsinki          | 7e           | 3000 m steeple | 9.39,52   |
| 2005 | Wereldatletiekfinale | Monte Carlo       | 7e           | 3000 m steeple | 9.46,06   |
| 2006 | Europacup            | Málaga            | 6e           | 3000 m steeple | 10.08,08  |
| 2006 | EK                   | Göteborg          | 10e          | 3000 m steeple | 9.42,94   |
| 2006 | Wereldatletiekfinale | Stuttgart         | 5e           | 3000 m steeple | 9.40,47   |
| 2007 | WK                   | Osaka             | 6e           | 3000 m steeple | 9.29,63   |
| 2007 | Wereldatletiekfinale | Stuttgart         | 3e           | 3000 m steeple | 9.36,38   |
| 2008 | OS                   | Peking            | 4e           | 3000 m steeple | 9.16,85   |
| 2009 | WK                   | Berlijn           | 11e in serie | 3000 m steeple | 9.49,88   |
| 2012 | OS                   | Londen            | 12e in serie | 3000 m steeple | 9.58,83   |